# 단팥빵
단팥빵은 팥과 설탕을 갠 단팥소를 넣어 만든 빵이다. 팥소를 속에 넣어 만든다는 점에서 경주의 황남빵과도 유사하다.  또한 호빵맨은 사실 호빵이 아니라 단팥빵이고, 일본어 이름인 "안판"이라서 진짜 호빵이 아니다.

## 역사
단팥빵은 일본에서 처음 만들어졌으며 일본어로는 안판(일본어: あんパン)이라고 부른다. 1874년 이바라키현 출신의 기무라 부자가 판매한 것을 시초로 본다.
메이지 시대 이바라키현 우시쿠(일본어: 牛久助郷) 출신의 기무라 야스베에(일본어: 木村安兵衛)는 도쿄 직업훈련소에 사무직으로 취직하였다. 그곳에서 기무라는 나가사키의 네덜란드 저택에서 빵을 굽던 조리사 우메키치(일본어: 梅吉)를 만났고, 그로부터 빵에 대한 얘기를 들었다. 빵에 흥미를 느낀 기무라는 직업훈련소 일을 그만두고, 1869년 도쿄 시바 히카게 초(日蔭町)에 ‘분에이도(일본어: 文英堂)’라는 이름의 제과점을 창업하였다. 하지만 화재로 가게가 전소하자, 이후 교바시 오와리 초(尾張町)에 ‘기무라야(일본어: 木村屋)’라는 이름으로 제과점을 다시 열었는데, 이 또한 1872년에 전소하자 기무라는 긴자에서 같은 이름의 제과점을 재개업하였다.
긴자에서 기무라는 효모에 익숙하지 않은 일본인들의 입맛을 고려해 효모 대신 술누룩을 이용하는 방식을 고안하였고, 술누룩의 약한 발효력은 발효 시간과 설탕량을 늘리는 것으로 보완하였다. 그리고 1874년 기무라 부자는 이를 이용하여, 화과자처럼 반죽은 달고 안에는 팥이 들어간 단팥빵을 만들어냈다. 이는 서양의 빵과 일본의 팥소를 결합한 새로운 음식으로서, 포르투갈에서부터 전해진 서양식 빵에는 익숙하지 않던 일본인이 빵과 친숙해지고, 향후 다양한 종류의 일본식 빵이 탄생하는 계기가 되었다.
이내 단팥빵은 유명해져서 하루에 1만 5천개 가량이 팔렸다. 1875년 4월에는 나라현 요시노 산에서 채취한 벚꽃 꽃잎을 얹은 단팥빵이 궁내 식탁에 오르고, 천황이 그 맛을 좋아하였다고 한다. 1884년 기무라는 단팥빵 중앙을 눌러 그 안에 소금에 절인 벚꽃 꽃잎을 얹어 납품용과 시판용을 구분하였다. 이에 쓰일 꽃잎은 후지산과 사이코 호수 주변에서 채취하였다. 이로 인해 현재까지도 단팥빵의 중앙은 눌린 모양이 된다. 1897년부터는 시판용 단팥빵에도 빵 중앙을 누른 뒤 꽃잎을 얹기 시작하였다.

## 같이 보기
- 도라야키
- 황남빵
- 도넛

## 참고 문헌
- 오카다 데쓰 (2006). 《돈가스의 탄생 - 튀김옷을 입은 일본 근대사》. 서울: 뿌리와 이파리. ISBN 9788990024541.